# Trichonius quadrivittatus
Trichonius quadrivittatus är en skalbaggsart som beskrevs av Bates 1864. Trichonius quadrivittatus ingår i släktet Trichonius och familjen långhorningar. Inga underarter finns listade i Catalogue of Life.